# Стрілець (військове звання)

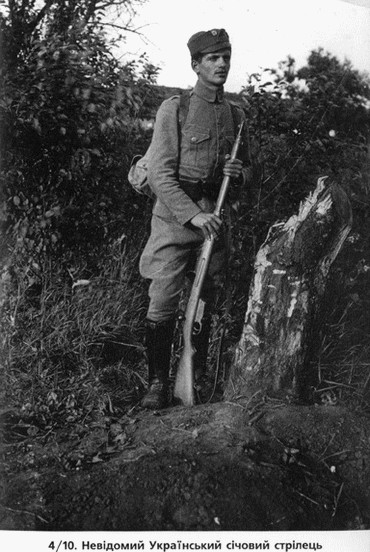
Невідомий стрілець УСС

Стрілець — первинне військове звання у деяких державах. Історичне військове звання в українських військах на початку ХІХ століття.

## Військове званняУкраїнських січових стрільців(1914—1918)

Знаки розрізнення стрільця Українських січових стрільців (1914-1918)

Найнижче військове звання українських січових стрільців, нижче за рангом ніж старший стрілець.
Українські січові стрільці, українське добровольче національне формування (легіон) у складі австро-угорської армії  мало такі ж знаки розрізнення, як і інші підрозділи цісарського війська. Звання хоч і мали українську назву, але були порівняні до австро-угорських. Знаки розрізнення були на петлицях (для УСС синього кольору). Наприкінці 1916 року в Австро-Угорській імперії була введена нова форма, для якої не передбачалися кольорові петлиці, на комірі мундиру нашивалися вертикальні кольорові стрічки (для українського легіону жовта та блакитна стрічки).
У стрільця були «чисті» петлиці.

## Військове званняУкраїнської Галицької армії(1919-1920)
Найнижче військове звання в Української Галицької Армії. Нижче за рангом від старшого стрільця. Українська Галицька армія (УГА) регулярна армія Західно-Української Народної Республіки (ЗУНР). Знаки розрізнення були введені Державним секретаріатом військових справ (ДСВС) Західної області УНР 22 квітня 1919 року і уявляли собою комбінацію стрічок на рукавах однострою та «зубчатки» на комірах. У стрільців на рукавах стрічок не було.